# Kościół Wniebowzięcia Najświętszej Maryi Panny w Janowicach Wielkich
Kościół Wniebowzięcia Najświętszej Maryi Panny – rzymskokatolicki kościół pomocniczy należący do parafii Chrystusa Króla w Janowicach Wielkich (dekanat Jelenia Góra Wschód diecezji legnickiej).

## Historia i architektura
Jest to świątynia wybudowana w XV wieku, następnie w wiekach XVI i XVIII została przebudowana, później były kilkakrotnie przeprowadzane w niej remonty. Budowla jest orientowana, posiada jedną nawę, z niewyodrębnionym prezbiterium z oskarpowaną wieżą na planie kwadratu, umieszczoną na osi, zwieńczoną dachem hełmowym z prześwitem i dzwonem odlanym w 1492 roku. Kościół nakryty jest dachami dwuspadowymi, strop jest drewniany i ozdobiony dekorowanymi kasetonami, w elewacjach są umieszczone późnogotyckie kamienne portale i ostrołukowe okna. We wnętrzu znajdują się m.in. gotyckie kamienne sakramentarium przyścienne wykonane w XV wieku, ostrołukowy kamienny portal i renesansowa chrzcielnica z początku XVII wieku. W murach obwodowych jest umieszczony zespół siedmiu kamiennych nagrobków i epitafiów pochodzących z XVI – XVIII stulecia.